# Campionat sub-17 de l'OFC
El Campionat sub-17 de l'OFC (en anglès: OFC U-17 Championship) és un torneig bianual per a determinar la millor selecció sub-17 de l'OFC, la qual es classifica per a la Copa del Món de futbol sub-17.

## Seleccions que poden participar
Catorze seleccions poden participar en el Campionat sub-17 de l'OFC.
| - Fiji - Illes Cook - Kiribati - Niue - Nova Caledònia - Nova Zelanda - Papua Nova Guinea | - Salomó - Samoa - Samoa Nord-americana - Tahití - Tonga - Tuvalu - Vanuatu |

### Seleccions que ja no poden participar
- Austràlia (ara membre de la Confederació Asiàtica de Futbol)
- Israel (ara membre de la UEFA)
- Taipei (ara membre de l'AFC)

## Resultats
| Any          | Amfitrió                       | Guanyador    | Segon          | Tercer                         | Quart                          |
| ------------ | ------------------------------ | ------------ | -------------- | ------------------------------ | ------------------------------ |
| 1983 Detalls | Nova Zelanda                   | Austràlia    | Nova Zelanda   | Taipei                         | Nova Caledònia                 |
| 1986 Detalls | Taiwan                         | Austràlia    | Nova Zelanda   | Taipei                         | Papua Nova Guinea              |
| 1989 Detalls | Austràlia                      | Austràlia    | Nova Zelanda   | Taipei                         | Fiji                           |
| 1991 Detalls | Nova Zelanda                   | Austràlia    | Nova Zelanda   | Fiji                           | (sense quart lloc)             |
| 1993 Detalls | Nova Zelanda                   | Austràlia    | Salomó         | (sense partit per tercer lloc) | (sense partit per tercer lloc) |
| 1995 Detalls | Vanuatu                        | Austràlia    | Nova Zelanda   | Vanuatu                        | Salomó                         |
| 1997 Detalls | Nova Zelanda                   | Nova Zelanda | Austràlia      | Salomó                         | Fiji                           |
| 1999 Detalls | Fiji                           | Austràlia    | Fiji           | Salomó                         | Nova Caledònia                 |
| 2001 Detalls | Samoa Vanuatu                  | Austràlia    | Nova Zelanda   | (sense partit per tercer lloc) | (sense partit per tercer lloc) |
| 2003 Detalls | Samoa Nord-americana Austràlia | Austràlia    | Nova Caledònia | (sense partit per tercer lloc) | (sense partit per tercer lloc) |
| 2005 Detalls | Nova Caledònia                 | Austràlia    | Vanuatu        | Salomó                         | Nova Caledònia                 |
| 2007 Detalls | Tahití                         | Nova Zelanda | Tahití         | Fiji                           | Nova Caledònia                 |
| 2009 Detalls | Nova Zelanda                   | Nova Zelanda | Tahití         | Nova Caledònia                 | Vanuatu                        |
| 2011 Detalls | Nova Zelanda                   | Nova Zelanda | Tahití         | Salomó                         | Vanuatu                        |
| 2013 Detalls | Vanuatu                        |              |                |                                |                                |